# Plaques de matrícula de la Colúmbia Britànica

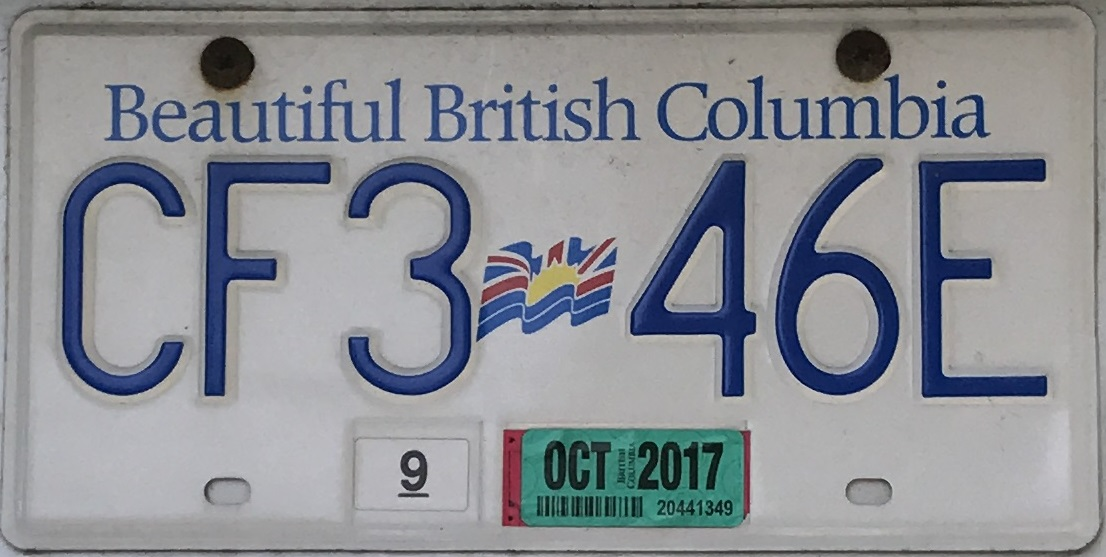
Model actual de matrícula introduït l'agost de 2014.

Les plaques de matrícula dels vehicle de la Colúmbia Britànica es componen des de l'agost de 2014 d'un sistema aleatori de combinació alfanumèrica formada per sis caràcters, ordenats en dues lletres, tres xifres i una lletra i separats ens dos grups de tres per una imatge de la bandera de la província anomenada "Spirit of BC" (ex. AB1 23C). Els caràcters són de color blau marí sobre un fons blanc. Centrat a la part superior i també en blau porta el lema de l'estat "Beautiful British Columbia". La part inferior de la matrícula està reservada per enganxar-hi l'adhesiu de validació conforme el vehicle està correstament registrat.
A partir del 2022, les plaques són emeses per la Insurance Corporation of British Columbia (ICBC). Les plaques davanteres i posteriors són obligatòries per a la majoria de tipus de vehicles, mentre que només calen plaques posteriors per a motocicletes i remolcs.

## Tipografia
Actualment s'utilitza una tipografia d'aparença similar a la DIN 1451 de caràcters corbats que tenen els costats dret i esquerre rectes units per semicercles (sovint cercles perfectes) a les parts superior i inferior. L'aspecte també difereix degut a que l'amplada dels caràcters és més condensada.

## Història
El govern provincial va começar a emetre plaques de matrícula a partir del 1913, fins aleshores eren responsabilitat dels mateixos propietaris.
El 1956, el Canadà i els Estats Units d'Amèrica van arribar a un acord amb l'Associació Americana d'Administradors de Vehicles de Motor, l'Associació de Fabricants d'Automòbils i el Consell Nacional de Seguretat en que es concretava una mida única de les plaques de vehicles de passatgers a 150 mm per 300 mm (6 per 12 polzades), amb forats per poder-les muntar espaiats 180 mm (7 polzades), tot i que les dimensions o poden variar lleugerament segons la jurisdicció.

### Models de 1937 fins 1969
| Imatge | Data d'expedició | Disseny | Lema                  | Combinació utilitzada          | Notes |
| ------ | ---------------- | --- | --------------------- | ------------------------------ | --- |
|        | 1937             | Caràcters en negre sobre fons crema. "BRITISH COLUMBIA" a baix i "37" en vertical a la dreta.                                                     | Sense lema.           | 12-345                         | La placa és en relleu. |
|        | 1938             | Caràcters en crema sobre fons marró. "BRITISH COLUMBIA" a baix i "38" en vertical a la dreta.                                                     | Sense lema.           | 12-345                         | La placa és en relleu. |
|        | 1939             | Caràcters en negre sobre fons groc. "BRITISH COLUMBIA" a baix i "39" en vertical a la dreta.                                                      | Sense lema.           | 12-345                         | La placa és en relleu. |
|        | 1940             | Caràcters en groc sobre fons negre. "BRITISH COLUMBIA" a baix i "40" en vertical a la dreta.                                                      | Sense lema.           | 12-345 i A1-234                | La placa és en relleu. Les sèries amb prefix "A" es van emetre per l'illa de Vancouver, "B" per Vancouver i "F" per New Westminster. Aquesta pràctica va continuar fins al 1947.                            |
|        | 1941             | Caràcters en blau sobre fons blanc. "BRITISH COLUMBIA" a baix i "41" en vertical a la dreta.                                                      | Sense lema.           | 12-345 i A1-234                | La placa és en relleu. |
|        | 1942             | Caràcters en blanc sobre fons blau marí. "BRITISH COLUMBIA" a baix i "42" en vertical a la dreta.                                                 | Sense lema.           | 12-345 i A1-234                | La placa és en relleu. Només s'emeten plaques individuals; les plaques restants van ser reestampades i pintades per utilitzar-les el 1943, degut de l'escassetat de metall durant la Segona Guerra Mundial. |
|        | 1943             | Caràcters en negre sobre fons crema. "BRITISH COLUMBIA" a baix i "43" en vertical a la dreta.                                                     | Sense lema.           | 12-345 i A1-234                | Plaques de 1942 reestampades i repintades. |
|        | 1944             | Caràcters en crema sobre fons negre. "BRITISH COLUMBIA" a baix i "44" en vertical a la dreta.                                                     | Sense lema.           | 12-345 i A1-234                | La placa és en relleu. |
|        | 1945             | Caràcters en vermell sobre fons blanc. "BRITISH COLUMBIA" a baix i "45" en vertical a la dreta.                                                   | Sense lema.           | 12-345 i A1-234                | La placa és en relleu. |
|        | 1946             | Caràcters en blanc sobre fons vermell. "BRITISH COLUMBIA" a baix i "46" en vertical a la dreta.                                                   | Sense lema.           | 12-345 i A1-234                | La placa és en relleu. |
|        | 1947             | Caràcters en verd sobre fons blanc. "BRITISH COLUMBIA" a baix i "47" en vertical a la dreta.                                                      | Sense lema.           | 12-345 i A1-234                | La placa és en relleu. |
|        | 1948             | Caràcters en blanc sobre fons verd fosc. "BRITISH COLUMBIA" a baix i "48" en vertical a la dreta.                                                 | Sense lema.           | 12-345 i A1-234                | La placa és en relleu. |
|        | 1949             | Caràcters en negre sobre fons groc. "BRITISH COLUMBIA" a baix i "49" en vertical a la dreta.                                                      | Sense lema.           | 123-456                        | |
|        | 1950-51          | Caràcters en groc sobre fons negre. "BRITISH COLUMBIA" a baix i "50" en vertical a la dreta.                                                      | Sense lema.           | 123-456                        | Revalidades per al 1951 amb l'adhesiu blanc. |
|        | 1952–54          | Caràcters en negre sobre fons sense pintar. "BRITISH COLUMBIA" a baix esquerra, un tòtem en relleu i una fulla d'auró amb el "50" a la dreta.     | Sense lema.           | 12-345, A1-234, 1A-234, 1-234A | Revalidada per al 1953 amb adjesiu blau, i per al 1954 amb adjesiu negre. |
|        | 1955             | Caràcters en negre sobre fons groc. "BRITISH COLUMBIA" a baix a l'esquerra i "55" a la dreta.                                                     | Sense lema.           | 123-456                        | Primeres plaques amb la mida actual, 150 mm per 300 mm. |
|        | 1956             | Caràcters en groc sobre fons negre. "BRITISH COLUMBIA" a baix a l'esquerra i "56" a la dreta.                                                     | Sense lema.           | 123-456                        | |
|        | 1957             | Caràcters en blau sobre fons blanc. "BRITISH COLUMBIA" a baix a l'esquerra i "57" a la dreta.                                                     | Sense lema.           | 123-456                        | |
|        | 1958             | Caràcters en negre sobre fons crema. "BRITISH COLUMBIA" centrat a dalt. I a baix, "1858" a l'esquerra, "CENTENARY" al centre i "1958" a la dreta. | "1858 CENTENARY 1959" | 123-456                        | Commemoració del centenari de la creació de la Colònia de la Colúmbia Britànica. |
|        | 1959             | Caràcters en turquesa sobre fons marró. "BRITISH COLUMBIA" a baix a l'esquerra i "59" a la dreta.                                                 | Sense lema.           | 123-456                        | |
|        | 1960             | Caràcters en marró sobre fons turquesa. "BRITISH COLUMBIA" a baix a l'esquerra i "60" a la dreta.                                                 | Sense lema.           | 123-456                        | |
|        | 1961             | Caràcters en vermell sobre fons rosa. "BRITISH COLUMBIA" a baix a l'esquerra i "61" a la dreta.                                                   | Sense lema.           | 123-456                        | |
|        | 1962             | Caràcters en rosa sobre fons vermell. "BRITISH COLUMBIA" a baix a l'esquerra i "62" a la dreta.                                                   | Sense lema.           | 123-456                        | |
|        | 1963             | Caràcters en blanc sobre fons blau cel. "BRITISH COLUMBIA" a baix a l'esquerra i "63" a la dreta.                                                 | Sense lema.           | 123-456                        | |
|        | 1964             | Caràcters en blau sobre fons blanc. "BRITISH COLUMBIA" a baix a l'esquerra i "64" a la dreta.                                                     | "BEAUTIFUL" a dalt.   | 123-456                        | Primer ús de l'eslògan "Beautiful British Columbia". |
|        | 1965             | Caràcters en blanc sobre fons blau marí. "BRITISH COLUMBIA" a baix centrat i "65" a dalt a la dreta.                                              | "BEAUTIFUL" a dalt.   | 123-456                        | |
|        | 1966             | Caràcters en blau sobre fons blanc. "BRITISH COLUMBIA" a baix centrat i "66" a dalt a la dreta.                                                   | "BEAUTIFUL" a dalt.   | 123-456                        | |
|        | 1967             | Caràcters en negre sobre fons crema. "BRITISH COLUMBIA" a baix centrat i "67" a dalt a la dreta.                                                  | "BEAUTIFUL" a dalt.   | 123-456                        | Colors escollits per commemorar el centenari de la Confederació Canadenca. |
|        | 1968             | Caràcters en blau sobre fons blanc. "BRITISH COLUMBIA" a baix centrat i "19" a dalt a l'esquerra "68" a la dreta.                                 | "BEAUTIFUL" a dalt.   | 12-345                         | |
|        | 1969             | Caràcters en blanc sobre fons blau. "BRITISH COLUMBIA" a baix centrat i "19" a dalt a l'esquerra "69" a la dreta.                                 | "BEAUTIFUL" a dalt.   | 12-345                         | |

### Models de 1970 fins avui dia
A partir del 1970 s'utilitzen sèries alfanumèriques, ABC-123 i 123 ABC, en que s'ometen les lletres I, O, Q, U, Y i Z. En la sèrie a partir del 2014 no s'omet cap lletra.
| Imatge | Data d'expedició    | Disseny                                                               | Lema                                 | Combinació utilitzada | Notes |
| ------ | ------------------- | --------------------------------------------------------------------- | ------------------------------------ | --------------------- | --- |
|        | 1970–72             | Caràcters en blau sobre fons blanc. "BRITISH COLUMBIA" a baix centrat | "BEAUTIFUL" a dalt.                  | ABC-123               | Validada cada any amb adhesius.                                                                                      |
|        | 1973–78             | Caràcters en blau sobre fons blanc. "BRITISH COLUMBIA" a baix centrat | "BEAUTIFUL" a dalt.                  | ABC-123               | Plaques posteriors fabricades al Quebec utilitzant matrius en sèrie d'aquesta província.                             |
|        | 1979–85             | Caràcters en blanc sobre fons blau.                                   | "BEAUTIFUL" a dalt.                  | ABC-123               | |
|        | 1985-2001           | Caràcters en blau sobre fons blanc reflectant.                        | "Beautiful British Columbia" a dalt. | ABC 123               | La combinació se separa per una imatge de la bandera de la província anomenada "Spirit of BC"                        |
|        | 2001-agost 2014     | Caràcters en blau sobre fons blanc reflectant.                        | "Beautiful British Columbia" a dalt. | 123 ABC               | La sèrie 'M' inicialment reservada per a les plaques dels Jocs Olímpics d'hivern de 2010.                            |
|        | Agost 2014-avui dia | Caràcters en blau sobre fons blanc reflectant.                        | "BEAUTIFUL" a dalt.                  | AB1 23C               | Validada cada any amb adhesius. Les sèries PA0 00A a RX9 99X són reservades per a les plaques especials de BC Parks. |

## Altres tipus

### Personalitzades
La ICBC permet l'emissió de plaques personalitzades, prèvia aprovació de la combinació i que compleixin els següents requisits (no poden tenir un missatge vulgar o ofensiu, no pot tenir més de 6 caràcters, no pot ser només numèric, no poden haver-n'hi dos iguals i no pot contenir símbols ni espais ni guinets consecutius). Pel que al llarg de l'any en rebutja moltes de les sol·licituds.

### Especials
El 28 de novembre de 2016, el govern de la província va anunciar l'emissió de tres models de matrícula especials destinades a la preservació d'àrees naturals protegides, anomenada BC Parks Future Strategy. Les plaques estan disponibles del del gener del 2017 i ja en porten venudes més de 10.000.
| Imatge | Tipus             | Disseny | Data d'expedició       | Combinació utilitzada | Notes |
| ------ | ----------------- | --- | ---------------------- | --------------------- | --- |
|        | Kermode Bear      | Caràcters negres sobre una imatge de l'os de Kermode, el qual és un símbol provincial. | Gener 2017–avui dia    | PA123B                | |
|        | Purcell Mountains | Caràcters negres sobre una imatge de la serralada de les Purcell Mountains amb els cims nevats. | Gener 2017–avui dia    | PK123A                | |
|        | Porteau Cove      | Caràcters negres sobre una imatge del parc Porteau Cove amb vistes a Howe Sound. | Gener 2017–avui dia    | PK123A                | |
|        | Winter Games      | Caràcters negres sobre una imatge de muntanyes nevades. El lema "The Best Place On Earth" centrat a la part superior i el logotip dels Jocs Olímpics d'Hivern de 2010 separant la combinació.                                                               | 2007-2010              | 123 ABC               | |
|        | Veteran           | Caràcters negres sobre fons blau cel. La paraula "VETERAN" centrada a la part superior, la bandera nacional a la part superior dreta i una imatge parcial del monument nacional de guerra a Ottawa al costat esquerre amb una rosella vermella superposada. | Juny 2004–avui dia     | 123VAB                | |
|        | Memorial cross    | Caràcters morats sobre fons blanc. La frase "Memorial Cross Recipient" centrada a la part superior, una imatge de la Memorial cross a la part esquerra i "British Columbia" a la part inferior.                                                             | Novembre 2016–avui dia | MC123R                | |
|        | Collector         | Caràcters negres sobre fons blanc amb la paraula "Collector" centrada a la part superior. | 1990                   | A12-345               | Les plaques de col·leccionista només es poden utilitzar en vehicles de passatgers (automòbils, camions lleugers i motocicletes) i han de complir una sèrie de requisits establerts per la ICBC. |

### Camions
Des del 2008 la placa per a camions, i també per a autobusos i taxis, segueix el disseny de la dels automòbils però la combinació està formada per dues lletres seguides de quatre xifres (ex. AB 1234).

### Vehicles històrics
Des del 1974 la placa per a vehicles històrics utilitza una combinació numèrica de quatre xifres en negre sobre fons blanc (ex. 1234). A la part dreta hi ha el dibuix d'un cotxe antic, a la part superior la paraula "ANTIQUE" i a sota "BRITISH COLUMBIA".

### Diplomàtiques
Des del 2007 la placa per a vehicles diplomàtics que emet la província està formada per sis caràcters blancs sobre fons vermell, sent la combinació: dues lletres, tres xifres i una lletra (ex: DL 123A). Les dues primeres lletres només poden ser DL per organitzacions internacionals, CC per oficines consulars i representants estrangers d'alt nivell, HC per oficines consulars dirigides per un oficial de carrera i representants de baix nivell inclosos els ciutadans canadencs, CS per personal estrangers de nivell adminsitratiu, tècnic o de servei o SR pel personal d'oficines de subdivisions polítiques.
A la part superior i en color blanc també porta el nom de la província i separant les dues primeres lletres una imatge d'un sol ixent darrera unes muntanyes amb el nom "BRITISH COLUMBIA" en blau a sota.

### Concessionari
Des del 1985 la placa pels vehicles de concessionari segueix el disseny de la dels automòbils, és a dir, caràcters blaus sobre un fons blanc reflectant, però amb la combinació formada per la lletra D seguida de cinc xifres (ex. D1 2345), la paraula "DEMONSTRATION" centrada a la part superior i "British Columbia" a la inferior.

### Radioaficionat
Els posseïdors d'una llicència de radioaficionat poden mostrar una placa que segueix el mateix disseny que la dels automòbils, però amb la combinació VE7ABC en els següents tipus de vehicle: vehicle de passatgers, vehicle comercial o autocaravana,

## Adhesiu de validació
Des de 1970 fins a l'1 de maig de 2022, la Colúmbia Britànica va exigir als automobilistes que col·loquessin un adhesiu a la matrícula posterior com a prova que el vehicle tenia l'assegurança vigent. Els adhesius van ser emesos per l'ICBC fins que es va eliminar aquest requisit l'1 de maig de 2022.
Inicialment, tots els adhesius caducaven el 28 de febrer de l'any següent. El 1979 va començar el registre esglaonat mensual, pel que es van introduir adhesius més llargs que mostraven el mes de caducitat; tots aquests adhesius caducaven inicialment al final del mes mostrat. El registre diari es va introuir l'any 1993, amb una etiqueta addicional introduïda que mostrava el número del dia en què caducava el registre.
A continuació es mostren els patrons de colors utilitzats durant els anys 1980-2022:
| Imatge | Any  | Color                                                         |
| ------ | ---- | ------------------------------------------------------------- |
|        | 1980 | Negre sobre fons blanc.                                       |
|        | 1981 | Blanc sobre fons vermell.                                     |
|        | 1982 | Blanc sobre fons verd.                                        |
|        | 1983 | Blanc sobre fons negre.                                       |
|        | 1984 | Blanc sobre fons carabassa.                                   |
|        | 1985 | Blau marí sobre fons blanc.                                   |
|        | 1986 | Vermell i blau sobre fons blanc (Expo 86 Logo)                |
|        | 1987 | Blanc i vermell.                                              |
|        | 1988 | Blanc i flau marí.                                            |
|        | 1989 | Verd sobre fons blanc (amb vora del mateix color que el text) |
|        | 1990 | Rosa sobre fons blanc.                                        |
|        | 1991 | Blau sobre fons blanc.                                        |
|        | 1992 | Negre sobre fons blanc.                                       |
|        | 1993 | Verd sobre fons blanc.                                        |
|        | 1994 | Vermell sobre fons blanc.                                     |
|        | 1995 | Blau sobre fons blanc.                                        |
|        | 1996 | Negre sobre fons blanc (Gener-Setembre)                       |
|        | 1996 | Rosa sobre fons blanc (Octubre-Desembre)                      |
|        | 1997 | Verd sobre fons blanc.                                        |
|        | 1998 | Vermell sobre fons blanc                                      |
|        | 1999 | Blau sobre fons blanc.                                        |
|        | 2000 | Negre sobre fons groc.                                        |
|        | 2001 | Negre sobre fons carabassa.                                   |
|        | 2002 | Negre sobre fons verd fosc.                                   |
|        | 2003 | Negre sobre fons rosa.                                        |
|        | 2004 | Negre sobre fons groc (s'elimina la vora)                     |
|        | 2005 | Negre sobre fons blau cel.                                    |
|        | 2006 | Negre sobre fons vermell.                                     |
|        | 2007 | Negre sobre verd clar.                                        |
|        | 2008 | Blanc sobre blau cel.                                         |
|        | 2009 | Negre sobre carabassa fosc.                                   |
|        | 2010 | Negre sobre fons verd.                                        |
|        | 2011 | Negre sobre fons groc                                         |
|        | 2012 | Negre sobre fons rosa.                                        |
|        | 2013 | Negre sobre fons carabassa.                                   |
|        | 2014 | Negre sobre fons blau cel (es mostra l'any complet)           |
|        | 2015 | Negre sobre fons mostassa.                                    |
|        | 2016 | Negre sobre fons rosa.                                        |
|        | 2017 | Negre sobre fons verd.                                        |
|        | 2018 | Negre sobre fons carabassa.                                   |
|        | 2019 | Negre sobre fons groc.                                        |
|        | 2020 | Negre sobre fons groc                                         |
|        | 2021 | Negre sobre fons rosa.                                        |
|        | 2022 | Negre sobre fons verd.                                        |
|        | 2023 | Negre sobre fons carabassa.                                   |